# Norge i rødt, hvitt og blått
Norge i rødt, hvitt og blått (Norge i rött, vitt och blått) är en norsk sång som brukar sjungas på Norges nationaldag.
Sångens melodi är hämtad från den svenska Obligationsmarschen, som komponerades 1940 av Lars-Erik Larsson och med svensk text av Alf Henrikson. Obligationsmarschen tillkom i avsikt att uppmuntra till köp av försvarsobligationer. Intäkterna skulle gå till att stärka det svenska försvaret, bland annat genom att "gjuta kanoner" och "ladda patroner", som det står i texten. I refrängen understryks budskapet ytterligare "Går du med efter obligationer / Har du hört vilken ränta vi får / Vi ska skramla till många miljoner / Vi ska tömma vår spargris i år".
Ett år senare kom marschen till Norge och förvandlades till en revysång med titeln «Det skal lyse igjen over byen». Texten var nästan identisk med dagens version av «Norge i rødt, hvitt og blått», med undantag av titeln och den tredje versen. 
Sången planerades som avslutningsnummer på revyn «Fra tid til annen» på Chat Noir. Sången skulle, enligt programhäftet, framföras av revyartisten Synnøve Gleditsch tillsammans med hela ensemblen. Men så blev det inte. Det statliga censurorganet Teaterdirektoratet, upprättat av ockupationsmakten, grep in efter generalrepetitionen och stoppade fortsatta framföranden av numret. Det skedde trots att revynumret, enligt tidens praxis, hade skickats till Teaterdirektoratet i förväg - och godkänts. Den enorma begeistring för «Det skal lyse igjen over byen» som väcktes på genrepet, ska ha varit orsaken till att direktoratet slutligen förbjöd numret.
Inte heller resten av revyn förlöpte normalt. På premiärdagen den 21 maj 1941 stoppades föreställningen av sig själv till följd av strejk vid alla landets teatrar. Aktionen var ett svar på Nasjonal Samlings fortsatta åtstramningar av yttrandefriheten. Leif Juster, skådespelare vid Chat Noir vid denna tid, var en av flera teater-förtroendemän som fängslades. Under hot om dödsstraff för de involverade, avblåstes strejken efter fem veckor.
Nytt premiärdatum för revyn blev den 16 juli 1941. Revyn, också känd som «Trangviksrevyen», gick av stapeln som planerat, men utan finalnumret «Det skal lyse igjen over byen». I stället fortsatte sången att leva sitt eget liv, nu som illegalt flygblad, bland annat under titlar som «Flagget vårt» och «Rødt, hvitt og blått».
Under fredsjublet i maj 1945 dök den upp igen, i revyn «Det smaker av fugl». I ett av numren kom den legendariska revyartisten Lalla Carlsen upp på scenen, klädd i rött, vitt och blått, och sjöng sången i den version som används idag. Nu var sången inte längre ett förtäckt fredshopp, utan en rungande fredshyllning. Den tredje versen hade skrivits om och sången hade fått sin slutliga titel: «Norge i rødt, hvitt og blått». En inspelning av revynumret gjordes i december 1945 och finns utgivet på skiva.
Länge stod revyförfattaren Finn Bø som enda upphovsman till sången. I programhäftet «Fra tid til annen» står emellertid tre personer som författare, Bias Bernhoft, Arild Feldborg och Finn Bø. På senare tid har hela författartrojkan givits äran för texten.
Sångaren Jens Book Jenssen med Carsten Kloumans kör och orkester fick en hit med sången år 1963 på (HMV AL 6119).